# Broad Peak
Broad Peak (Falchan Kangri), denumit în trecut K3, este un munte cu altitudinea de 8051 m deasupra n.m. care este situat ca înălțime pe locul 12 pe glob. El este amplasat central în Masivul Karakorum, munții Gasherbrum, la granița dintre Pakistan și China. In nord se află K2, de care este despărțit prin ghețarul Godwin-Austen. Denumirea muntelui a fost dată în anul 1892 de William Martin Conway conducătorul unei expediții britanice, denumire datorată crestei muntoase largi uniforme.

## Istoria escaladărilor
Prima escaladare a muntelui Broad Peak a fost făcută între 8 și 9 iunie 1957 de Fritz Wintersteller, Marcus Schmuck, Kurt Diemberger și Hermann Buhl într-o expediție austriacă condusă de Marcus Schmuck. O primă încercare a echipei a fost făcută pe 29 mai, unde Fritz Wintersteller și Kurt Diemberger au ajuns până aproape de vârf (8.030 m). Acest lucru a fost realizat, de asemenea, fără ajutorul oxigenului suplimentar, a alpiniștilor profesioniști de înaltă altitudine și a suportului lagărului de bază.
In aceeasi expeditie, Marcus Schmuck si Fritz Wintersteller au facut prima urcare pe varful Skil Brum (7,360 m) pe 19 iunie 1957 in stil alpin pur in 53 de ore.
Hermann Buhl a avut parte de o căzătură mortală când el și Diemberger au încercat să urce în apropiere de Chogolisa (7.654 m) pe 27 iunie 1957.
În iulie 2007, o echipă de alpiniști din Austria a urcat pe Broad Peak și a recuperat cadavrul lui Markus Kronthaler, care a murit pe munte cu un an înainte, de la peste 8 000 de metri.
În timpul iernii și al verii anului 2009 nu au existat escaladări făcute până la vârful muntelui. A fost o expediție de iarnă facută de către o echipă polonez-canadiană. Vara a mai fost o încercare de expediție, dar cu final mortal - Cristina Castagna.
În vara anului 2012, cinci membri ai echipei "Koroška 8000" - echipă din Slovenia (condusă de Gregor Lačen) au sosit pe vârful muntelui (fără oxigen suplimentar și fără alpiniști profesioniști de mare altitudine care să le ofere ajutor). Ei au realizat drumul prin zăpadă abundentă din tabăra 4 până la vârf și au oferit acces către vârf la încă șapte alpinisti din alte expediții. Toți au reușit să sosească în vârf la 31 iulie 2012.
Pe 5 martie 2013, Maciej Berbeka, Adam Bielecki, Tomasz Kowalski și Artur Małek au făcut prima urcare de iarnă. În timpul coborârii, Maciej Berbeka și Tomasz Kowalski nu au mai ajuns la tabăra 4 (la 7400 m) și au fost declarați pierduți. La 7 martie, șeful expediției, Krzysztof Wielicki, a declarat că nu există nici o șansă să îi mai găsească în viață pe Maciej Berbeka (în vârstă de 58 de ani) și Tomasz Kowalski (de 27 de ani). La 8 martie, cei doi alpinisti au fost declarati decedați si expeditia a fost incheiată.
În luna iulie a anului 2013, un grup de cinci alpiniști iranieni a încercat să urce printr-un nou traseu de pe fața sud-vestică. Trei dintre ei - Aidin Bozorgi, Pouya Keivan și Mojtaba Jarahi - au escaladat muntele cu succes, dar în timpul coborârii, toți trei au fost pierduți și declarați decedați.
Pe 23 iulie 2016, la Broad Peak, a fost pentru prima dată când un parapantist a zburat mai sus de 8000 de metri altitudine.

## Vârfuri
| Vârf                 | altitudine |
| -------------------- | ---------- |
| Broad Peak Principal | 8051 m     |
| Rocky Summit         | 8028 m     |
| Broad Peak Central   | 8011 m     |
| Broad Peak Nord      | 7490 m     |

## Vezi și
- Listă de munți din China